# Доналд Трамп
Доналд Џон Трамп (енгл. Donald John Trump; Њујорк, 14. јун 1946) амерички је политичар, медијска личност и предузетник. Од 2025. обавља функцију 47. председника САД, док је у периоду од 2017. до 2021. био 45. председник. После Гровера Кливленда је други председник у историји САД који служи два одвојена мандата.
Своју кандидатуру за председника на изборима 2016. најавио је у јуну 2015. као кандидат Републиканске странке, чији је члан од 2012. Након победе на унутарстраначким изборима, Трамп је однео победу и на председничким изборима одржаним 8. новембра 2016, победивши противкандидаткињу из Демократске странке, Хилари Клинтон, иако је освојила 2,8 милиона више укупних гласова на националном нивоу од Трампа. Трамп је добио 304 електорска гласа наспрам 227 које је добила Хилари Клинтон, чиме је и званично изабран за 45. председника САД.
Дана 20. јануара 2017. званично је инаугурисан и ступио је на дужност председника САД. Током првог мандата је у унутрашњој политици драстично ограничио имиграцију у САД, започео је градњу зида на граници са Мексиком, реформисао је порески систем и умањио износ који плаћају грађани и велики послодавци, а такође је именовао три судије у Врховни суд. У спољној политици је наставио рат у Сирији, признао Јерусалим као главни град Израела и тамо преместио амбасаду, напустио Париски споразум, побољшао односе са Северном Корејом и заоштрио односе са Ираном, што је кулминирало повлачењем из нуклеарног споразума и нападом дроном на Касема Солејманија. Инсистирао је на томе и да земље чланице НАТО пакта плаћају свој део чланарине, уместо дотадашњег покрића тог дела од стране САД. Такође је заоштрио трговински рат са Кином и појачао реторику према њој.
На председничким изборима 2020. је изгубио од кандидата демократа Џоа Бајдена, али је одбио да призна пораз, наводећи изборну превару која се углавном доводи у везу са гласовима који су послати поштом. После немира, који су укључивали и јуриш демонстраната на Капитол, повукао се али није присуствовао инаугурацији Џоа Бајдена. Представнички дом САД је покренуо други покушај за његов импичмент, који је као и први прошао до Сената, али такође као и први није имао довољно гласова, па није прошао.
Релативно лако је освојио номинацију Републиканске странке за председничке изборе 2024. и током кампање је преживео покушај атентата у Пенсилванији, док је други покушај спречен пре него што је испаљен метак. На изборима је победио потпредседницу САД Камалу Харис, и том приликом је по први пут у 21. веку од председничких избора 2004. био кандидат из Републиканске странке који је освојио највише народног гласа. Инаугурисан је 20. јануара 2025. Покретач је политичког покрета познатог као трампизам.

## Младост
Доналд Џон Трамп рођен је 14. јуна 1946. у Квинсу, предграђу Њујорка, у америчкој држави Њујорк, као најмлађе од петоро деце. Трампов отац, Фред Трамп (1905—1999), рођен је у Њујорку, као дете немачких имиграната из Карлштата, док је његова мајка, Мери Ен МекЛод (1912—2000), шкотског порекла. Трамп има две сестре, Мери Ен и Елизабет, и брата Роберта (1948—2020), док је његов други брат, Фред Млађи, преминуо 1981. од последица алкохолизма.
Трампов отац био је један од најистакнутијих грађевинских магната у Њујорку.

### Порекло
Трамп је немачког са очеве, и шкотског порекла са мајчине стране. Родитељи Трамповог оца и мајке рођени су у Европи. Трампов отац, Фред, рођен је у Бронксу, док је његова мајка, Мери Ен, емигрирала у Њујорк из свог родног места у Шкотској. Фред Трамп и Мери Ен упознали су се у Њујорку и венчали 1936, а породицу су одгајали у Квинсу, једном од пет области града Њујорка.
Трампов стриц, Џон. Г. Трамп, био је професор на Масачусетском технолошком институту од 1936. до 1973. и учествовао је у радарским истраживањима за време Другог светског рата. Џон Трамп је помогао на унапређењу рендгена што је продужило живот пацијентима оболелим од рака. ФБИ је 1943. наложио Џону Трампу да истражи документа Николе Тесле, након смрти познатог научника у хотелу Њујоркер.
Трампов деда, Фредерик Трамп, стекао је богатство отварајући ресторане и пансионе у Канади.
Религија породице Трамп била је Лутеранизам, али Трампови родитељи припадали су Америчкој реформисаној цркви. Породично презиме првобитно је гласило Drumpf док није промењено у Trump (Трамп) за време Тридесетогодишњег рата у седамнаестом веку.

### Образовање
Већи део раног детињства Трамп је провео на имањима своје породице у Њујорку. Са тринаест година, Трамп је уписао Њујоршку војну академију у Корнволу, држави Њујорк, где је завршио осми разред и средњу школу. Пошто је био енергично дете, Трампови родитељи су сматрали да ће похађањем војне академије моћи да каналише своју енергију на добар начин.
Приликом интервјуа 1983. године, Трампов отац, Фред, изјавио је да је Доналд био „прилично жесток дечак”.
Трамп је две године похађао Фордам Универзитет у Бронксу, а потом и Вортон пословну школу на Универзитету Пенсилваније. Дипломирао је економију маја 1968. године.
Накратко је регрутован током Вијетнамског рата, али није служио у Америчкој војсци.

## Пословна каријера

### Некретнине
Почевши од 1968. године, Трамп је био запослен у очевој компанији за некретнине, Trump Management која је поседовала расно одвојене станове за изнајмљивање средње класе у спољним општинама Њујорка. Године 1971. отац га је поставио за председника компаније и он је почео да користи Трампову организацију као кровни бренд. Рој Кон је био Трампов адвокат и ментор 13 година 1970-их и 1980-их. 1973. Кон је помогао Трампу да противтужи владу САД за 100 милиона долара (еквивалентно 708 милиона долара у 2024) због оптужби да Трампова имовина има расну дискриминаторну праксу. Трампове противтужбе су одбачене, а владин случај је решен тако што су Трампови потписали декрет о сагласности о десегрегацији. Помажући Трампове пројекте, Кон је био саветник чије су мафијашке везе контролисале грађевинске синдикате. Кон упознао политичког консултанта Роџера Стоуна са Трампом, који је ангажовао Стоунове услуге да се бави савезном владом. Између 1991. и 2009. поднео је захтев за заштиту од стечаја у складу рса Поглављем 11 за шест својих предузећа: Хотел Плаза на Менхетну, казина у Атлантик Ситију, и компанију Трамп Хотели и Казино ризорт.
1992. Трамп, његова браћа и сестре Меријан, Елизабет и Роберт и његов рођак Џон В. Волтер, сваки са по 20 процената удела, формирали су All County Building Supply & Maintenance Corp. Компанија није имала канцеларије и наводно је била лажна компанија за плаћање продавцима који пружају услуге и залихе за Трампове јединице за изнајмљивање, а затим фактурисање тих услуга и залиха Трамповом менаџменту са маржама од 20–50 посто и више. Власници су поделили приходе остварене маржама. Повећани трошкови су искоришћени за добијање одобрења државе за повећање закупнина његових јединица стабилизованих рентом.

#### Развој догађаја на Менхетну и Чикагу
Трамп је привукао пажњу јавности 1978. покретањем првог породичног подухвата на Менхетну, реновирања напуштеног хотела Комодоре, поред Гранд Централ Терминала. Финансирање је олакшано са 400 милиона долара градског пореза на имовину коју му је организовао његов отац који је такође, заједно са Хајатом, гарантовао 70 долара милиона банкарског кредита за изградњу. Хотел је поново отворен 1980. године као Хотел Гранд Хајат, и исте године је добио права за развој Трамп торња, небодера мешовите намене у центру Менхетна. У згради се налази седиште Трамп корпорејшон и Трамповог ПАК- а и била је његова примарна резиденција до 2019. Трамп је 1988. године купио хотел Плаза кредитом од конзорцијума 16 банака. Хотел је 1992. године поднео захтев за заштиту од стечаја, а месец дана касније одобрен је план реорганизације којим су банке преузеле контролу над имовином.
Године 1995. платио је преко 3 милијарди долара банкарских кредита, а зајмодавци су запленили хотел Плаза заједно са већином његове друге имовине у „великом и понижавајућем реструктурирању“ које му је омогућило да избегне лични банкрот. Адвокат главне банке рекао је о одлуци банака да су се "сви сложили да би му било боље да је жив него мртав". Трамп је 1996. године купио и реновирао углавном празан небодер са 71 спратом на Волстриту 40, касније преименован у Трампову зграду. Почетком 1990-их добио је право на развој земљишта од 70-acre (28 ha) тракт у насељу Линколн сквер у близини реке Хадсон. Борећи се са дугом из других подухвата 1994. године, продао је већину свог интереса у пројекту азијским инвеститорима, који су финансирали завршетак пројекта, Риверсајд Саут. Трампов последњи велики грађевински пројекат био је 92-спратни мешовити Трамп међународни хотел и торањ у Чикагу који је отворен 2008. Године 2024. Њујорк Тајмс и ПроПублика су објавили да Пореска служба истражује да ли је два пута отписао губитке настале прекорачењем трошкова изградње и заосталом продајом стамбених јединица у згради за коју је у својој пореској пријави из 2008. године прогласио да је безвредна.

#### Казина у Атлантик Ситију
Године 1984. Трамп је отворио Харах у Трамп плази, хотел и казино, уз финансијску и управљачку помоћ Холидеј Корпорејшон. Било је неисплативо, и платио је Холидеју 70 милиона долара у мају 1986. да преузме искључиву контролу. Године 1985. купио је неотворени хотел Атлантик Сити Хилтон и преименовао га у Трампов замак. Оба казина су 1992. поднела захтев за заштиту од стечаја у складу са Поглављем 11. Трамп је 1988. године купио трећи објекат у Атлантик Ситију, Трамп Таџ Махал. Финансиран је са 675 милиона долара у џанк обвезницама, завршен за 1,1 милијарди долара и отварен априла 1990. Поднео је захтев за заштиту од стечаја из Поглавља 11 1991. године. Према одредбама споразума о реструктурирању, он се одрекао половине свог почетног удела и лично гарантовао будући учинак. Да би смањио својих 900 милиона долара личног дуга, продао је авио-компанију Трамп Шатл; његову мегајахту Трамп Принцеза, која је била изнајмљена његовим казинима и држана у пристаништу; и другим пословима. Трамп је 1995. основао Трамп хотели и казино ризорти (ТХКР), који је преузео власништво над Трамп Плазом. ТХКР је купио Таџ Махал и Трамп замак 1996. и банкротирао 2004. и 2009. године, остављајући му 10 проценат власништва. Остао је на челу до 2009.

#### Клубови
1985. Трамп је купио имање Мар-а-Лаго у Палм Бичу на Флориди. Године 1995. претворио је имање у приватни клуб уз накнаду за иницијацију и годишње чланарине. Наставио је да користи крило куће као приватну резиденцију. Клуб је прогласио својом примарном резиденцијом 2019. Почео је да гради и купује голф терене 1999. године, поседујући 17 голф терена до 2016.

### Лиценцирање имена Трамп
Трампова организација је лиценцирала име Трамп за потрошачке производе и услуге, укључујући храну, одећу, курсеве учења и кућни намештај. Према Вашингтон посту, постоји више од 50 уговора о лиценцирању или управљању који укључују његово име, и они су генерирали најмање 59 милиона долара за своје компаније. До 2018. само две компаније за широку потрошњу су наставиле да лиценцирају његово име.

### Споредни подухвати
Године 1970. Трамп је уложио 70.000 долара да би добио рачуне као копродуцент бродвејске комедије. Септембра 1983. купио је Њу Џерси џенералсе, тим у Фудбалској лиги Сједињених Држава. Након сезоне 1985, лига се распала, углавном због њеног покушаја да пређе на јесењи распоред (када би се такмичила са Националном фудбалском лигом (НФЛ) за публику) и покушаја да изнуди спајање са НФЛ-ом доношењем антимонополског одела. Трамп и његов хотел Плаза били су домаћини неколико бокс мечева у конгресној дворани Атлантик Ситија. Године 1989. и 1990. позајмио је своје име бициклистичкој етапној трци Тур де Трамп, покушај да се створи амерички еквивалент европским тркама као што су Тур де Франс или Ђиро д'Италија. Од 1986. до 1988. куповао је значајне пакете акција у разним јавним предузећима, сугеришући да намерава да преузме компанију, а затим продао своје акције ради профита, што је навело неке посматраче да помисле да се бавио гринмејлом. Њујорк тајмс је открио да је у почетку зарадио милионе долара у таквим трансакцијама акцијама, али је „изгубио већину, ако не и све, те добити након што су инвеститори престали да озбиљно схватају његове разговоре о преузимању“.
1988. Трамп је купио Истерн Ерлајнс Шатл, финансирајући куповину са 380 милиона долара (еквивалентно 1.010 милиона долара у 2024) у кредитима од синдиката 22 банке. Авиокомпанију је преименовао у Трамп шатл и управљао њом до 1992.  Каснио је са својим кредитима 1991. године, а власништво је прешло на банке. Године 1996. купио је Мис универзума, укључујући Мис САД и Мис Тин САД. Због неслагања са Си-би-си-ом око заказивања, одвео је оба такмичења на Ни-би-си-ом 2002.  Године 2007. добио је звезду на Холивудској стази славних за свој рад као продуцент Мис Универзума. NBC и Унивизија су одустали од такмичења у јуну 2015. као реакцију на његове коментаре о мексичким имигрантима.
Трамп је 2005. године био суоснивач Трамп универзитета, компаније која је продавала семинаре о некретнинама за до 35.000 долара. Након што су власти државе Њујорк обавестиле компанију да је њено коришћење „универзитета“ прекршило државни закон (пошто није била академска институција), њено име је промењено у Трамп предузетничка иницијатива 2010.  Држава Њујорк је 2013. поднела захтев од 40 милиона долара грађанске тужбе против Универзитета Трамп, наводећи да је компанија давала лажне изјаве и преварила потрошаче. Поред тога, две групне тужбе су поднете федералном суду против Трампа и његових компанија. Интерни документи откривају да су запослени добили инструкције да користе приступ тешкој продаји, а бивши запослени су сведочили да је Трамп универзитет преварио или лагао своје студенте.  Убрзо након што је победио на председничким изборима 2016, пристао је да плати укупно 25 милиона долара за решавање три случаја.

### Фондација
Фондација Доналд Џ. Трамп је била приватна фондација основана 1988. Од 1987. до 2006. Трамп је својој фондацији дао 5,4 милиона долара који су потрошени до краја 2006. Након што је донирао укупно 65.000 долара у периоду 2007–2008, престао је да донира било каква лична средства у добротворне сврхе, које су добиле милионе од других донатора, укључујући 5 милиона долара од Винса Макмана. Фондација је давала добротворним организацијама које се односе на здравље и спорт, конзервативне групе, и оним које су одржавале догађаје на Трамповим имањима. Вашингтон Пост је 2016. године известио да је фондација починила неколико потенцијалних правних и етичких кршења, укључујући наводно самопословање и могућу утају пореза. Исте године, државни тужилац Њујорка утврдио је да фондација крши државни закон, јер тражи донације без подношења обавезних годишњих екстерних ревизија, и наложио јој да одмах прекине активности прикупљања средстава у Њујорку. Трампов тим је у децембру 2016. објавио да ће фондација бити распуштена. У јуну 2018, канцеларија државног тужиоца Њујорка поднела је грађанску тужбу против фондације, Трампа и његове одрасле деце, тражећи 2,8 милиона долара за реституцију и додатне казне. У децембру 2018. године, фондација је престала са радом и исплаћивала своју имовину другим добротворним организацијама. У новембру 2019, судија државе Њујорк наложио је Трампу да плати 2 милиона долара групи добротворних организација због злоупотребе средстава фондације, делом за финансирање његове председничке кампање.

### Правни послови и стечајеви
Према прегледу државних и савезних судских досијеа који је спровео USA Today 2018. године, Трамп и његова предузећа били су укључени у више од 4.000 државних и савезних правних поступака. Иако он није поднео захтев за лични банкрот, његове компаније за хотеле и казино у Атлантик Ситију и Њујорку су шест пута поднеле захтев за заштиту од банкрота у складу са Поглављем 11 између 1991. и 2009. Наставили су да раде док су банке реструктурирале дуг и смањиле његов удео у имовини. Током 1980-их, више од 70 банака позајмило је Трампу 4 милијарди долара. Након његових корпоративних банкрота раних 1990-их, већина великих банака, са изузетком Дојче банке, одбила је да му позајми. Након напада на Капитол 6. јануара, банка је одлучила да убудуће не послује са њим или његовом компанијом.

### Богатство
Трамп је често говорио да је каријеру започео „малим зајмом од милион долара“ од свог оца и да је морао да га врати са каматама. Позајмио је најмање 60 милиона долара од свог оца, углавном није отплаћивао кредите, а добио је још 413 милиона долара (еквивалент за 2018, коригован за инфлацију) од очеве компаније. Представљајући се као званичник Трампове организације по имену  "Џон Барон" Трамп је 1984. позвао новинара Џонатана Гринберга, покушавајући да добије виши ранг на Форбсовој листи 400 најбогатијих Американаца. Трамп је самопроцењивао своју нето вредност у широком распону: од најниже вредности од минус 900 милиона долара 1990. године, до највише 10 милијарди долара у 2015. Године 2024. Форбс је проценио његову нето вредност на 2,3 милијарди долара и сврстао га као 1.438. најбогатију особу на свету.

## Медијска каријера
Трамп је произвео 19 књига под својим именом, од којих су већину написали или конаписали гоустврајтери. Његова прва књига, Уметност договора (1987), била је бестселер Њујорк Тајмса, а Њујоркер је заслужан за то што је Трамп постао познат као „амблем успешног тајкуна“. Књигу је под Трамповим именом написао Тони Шварц, који се представљао као коаутор. Трамп је имао камео улоге у многим филмовима и телевизијским емисијама од 1985. до 2001. Почевши од 1990-их, Трамп је 24 пута гостовао у емисији Хауарда Стерна. Имао је свој кратки радио програм за разговоре, Trumped! , од 2004. до 2008. Од 2011. до 2015. био је гостујући коментатор на Fox & Friends. Трамп, који је био члан СДГ - АФТРУ од 1989. године, поднео је оставку како би избегао дисциплинско саслушање у вези са нападом на Капитол. Два дана касније, синдикат га је трајно забранио.

### ШегртиШегрт славних
Продуцент Марк Бурнет учинио је Трампа ТВ звездом  када је створио Шегт, који је Трамп копродуцирао и водио од 2004. до 2015. (укључујући варијанту Шегрт славних). У емисијама је био супербогати извршни директор који је елиминисао такмичаре уз фразу „отпуштен си“. Њујорк тајмс је назвао његов портрет „веома ласкавим, веома фикционализованим“. Емисије су поново направиле Трампову слику за милионе гледалаца широм земље. Са повезаним уговорима о лиценцирању, зарадио је више од 400 милиона долара.

## Политички ангажман 1988—2015.
Трамп је први пут изразио интересовање да се кандидује за председника 1987. године, када је потрошио 100.000 долара да му неколико листова објаве написе преко целе странице у којима је критиковао америчку одбрамбену политику. Иако је 1988, 2004. и 2012. године наговестио намеру да се кандидује за председника, а 2006. и 2014. године за гувернера Њујорка, није ушао у трке.
Сматран је потенцијалним кандидатом за потпредседника Џорџа Буша старијег на изборној листи Републиканске странке 1988. године, али је то место припало Дену Квејлу. Није још разјашњено да ли је Трамп самог себе предложио за то место или је то урадио Бушов штаб.
Године 1999. поднео је захтев истраживачком одбору да испита има ли шансе за председничку номинацију на листи Реформске странке на изборима 2000. године. Анкета из јула 1999. године показала је да Трамп против вероватног републиканског кандидата Џорџа Буша Млађег и вероватног демократског кандидата Ал Гора има седам процента подршке. На крају је одустао од трке због борби унутар Реформске странке, али је упркос томе победио на примарним страначким изборима у Калифорнији и Мичигену.
Октобра 1999. Трамп је гостовао у емисији водитеља Лерија Кинга на Си-Ен-Ен-у и говорио о бомбардовању Косова. На питање Лерија Кинга шта мисли о томе и шта би он урадио да је на месту Клинтона, Трамп је одговорио:
Па, ја бих то урадио мало другачије и знам да ће то свима звучати грозно. Али, погледајте хаос који су направили на Косову. Мислим, ми можемо рећи да смо изгубили мало људи. Наравно, имали смо авионе који су летели 75.000 стопа горе у ваздуху и бацали бомбе. Али, погледајте шта смо урадили тој земљи, тим људима и смртне случајеве која смо проузроковали. Е сад, све то нисмо изазвали ни ми, ни наши савезници, зато што смо били високо горе у ваздуху у авионима. Али, у неком моменту, требало је да пошаљете копнене снаге како не би свако могао прелазити границе и радити све остало. Већина људи се слаже с тим. Е сад, да ли би људи онда страдали? Вероватно, вероватно још више. Али, барем на крају, било би далеко мање смртних случајева. И не бисте имали хаос и терор који имате управо сада. Тако да, знате, не знам да ли то сматрају успехом, зато што ја то не сматрам успехом.

## Кандидатура за председника САД 2016.
Дана 16. јуна 2015. године, Трамп је најавио своју кандидатуру за председника САД у Трамп Кули (енгл. Trump Tower), у Њујорку. Кандидовао се као члан Републиканске странке. Скренуо је пажњу на питања домаће политике, попут проблема илегалних имиграција, експлоатације америчких радних места, на национални дуг САД, и исламски тероризам. Слоган кампање је „Начинимо Америку величанственом поново” (енгл. Make America Great Again), по узору на слоган Роналда Регана.
Кампања Доналда Трампа се увелико противила владајућој класи Републиканске странке, која није желела аутсајдера као кандидата у општим изборима и плашила се да би Доналд Трамп променио углед Републиканске Странке, због политичког неискуства. Међутим, Трамп увелико води у трци као претендент за председника, већином због неизмерног покрића од стране медија и способности да сам себи финансира кампању, у односу на политичаре који се служе политичким акционим комитетима (удружења која финансирају политичке кампање путем донора). Такође, често добија подршку од јавних личности, а његове присталице га хвале јер „говори онако како јесте” (у односу на политичко-коректни приступ других кандидата).
Дана 3. маја 2016. године, након што је победио на изборима у Индијани, Доналд Трамп је званично претпостављен да ће освојити номинацију Републиканске странке од стране председника странке, Рајнса Прибуса. Само пар сати касније, Бивши председник Мексика, Висенте Фокс Кесада је упутио јавно извињење Трампу за погрдне коментаре које је изјавио поводом његове политике и кандидатуре у прошлости. Захваљујући освојеним делегатима у Северној Дакоти, 26. маја 2016. Доналд Трамп је премашио неопходних 1,237 делегата потребних за председничку номинацију у оквиру Републиканске странке.

## Избор за 45. председника САД
Након једне од најдужих и најинтензивнијих кампања у Америчкој изборној историји, Трамп је изабран за 45. председника САД, 8. новембра 2016. Већина анкета и стручњака предвиђали су победу Хилари Клинтон, међутим, Трамп је тријумфовао у кључним државама попут Флориде, Охаја, Северне Каролине, Мичигена и Пенсилваније, које су на председничким изборима 2008. и 2012. гласале за демократског кандидата.
Трамп је освојио 46,3% гласова на националном нивоу, 62.652.263, док је Хилари Клинтон припало 48,2%, 65.124.828. Будући да се Амерички председник бира гласовима Електорског колеџа САД, а не на директним изборима, кандидат који добије више електора бива изабран за председника. Иако не постоји законска обавеза да електори подрже кандидата који је освојио највише гласова у њиховој савезној држави, гласање у електорском колеџу углавном одражава изборне резултате. Трамп је тренутно обезбедио подршку 306 електора, што је за 36 више од 270, колико је потребно за победу. Хилари Клинтон тренутно има подршку 232 електора. Трамп је био изабран са мање гласова на националном нивоу, што се десило први пут након 2000. да један кандидат постане председник САД са мање гласова од свог противника. Џорџ В. Буш је на председничким изборима 2000. победио, освојивши мање гласова од свог противкандидата, демократе Ал Гора.
Трампова победа изазвала је серију протеста у неколико америчких градова. Противници новоизабраног председника покренули су петицију којом се од електорског колеџа захтева да изгласају Хилари Клинтон за председника, будући да је Клинтонова освојила два милиона гласова више од Трампа на националном нивоу.
Кандидат странке Зелених, Џил Стајн, затражила је поновно пребројавање гласова у држави Висконсин, као и у Мичигену и Пенсилванији, у којима је Трамп однео тесне победе.
Гласови су поново били пребројани у Висконсину и Мичигену, док је суд у Пенсилванији одбио такав захтев. Трамп је захтеве за поновним пребројавањем гласова назвао преваром.

## Први председнички мандат (2017—21)

### Председничка транзиција
Сходно Америчким законима, у периоду између избора и инаугурације новог председника, изабрани председник саставља кабинет и долази до постепене транзиције власти. Овлашћења одлазећег председника у тромесечном периоду преносе се на изабраног председника. Доналд Трамп је званично постао 45. председник САД 20. јануара 2017.
Трамп је већ био номиновао неколико кандидата на кључне позиције у администрацији. За већину именовања у председничкој администрацији потребна је сагласност Сената САД, са изузетком позиције шефа особља Беле куће.

### Састав Трампове администрације
| Позиција                                     | Име кандидата                              | Мандат                                                                                                  |
| -------------------------------------------- | ------------------------------------------ | --- |
| Председник                                   | Доналд Трамп                               | 20. јануар 2017 — 20. јануар 2021.                                                                      |
| Потпредседник                                | Мајк Пенс                                  | 20. јануар 2017 — 20. јануар 2021.                                                                      |
| Државни секретар                             | Рекс Тилерсон Мајк Помпео                  | 1. фебруар 2017 — 31. март 2018. 26. април 2018 — 20. јануар 2021.                                      |
| Секретар за финансије                        | Стивен Мнучин                              | 13. фебруар 2017 — 20. јануар 2021.                                                                     |
| Секретар одбране                             | Џејмс Матис Марк Еспер                     | 20. јануар 2017 — 1. јануар 2019. 23. јул 2019 — 9. новембар 2020.                                      |
| Државни правобранилац                        | Џеф Сешонс Вилијам Бар                     | 9. фебруар 2017 — 7. новембар 2018. 14. фебруар 2019 — 23. децембар 2020.                               |
| Секретар за унутрашње послове                | Рајан Зинке Дејвид Бернхард                | 1. март 2017 — 2. јануар 2019. 11. април 2019 — 20. јануар 2021.                                        |
| Секретар за пољопривреду                     | Сони Перду                                 | 25. април 2017 — 20. јануар 2021.                                                                       |
| Секретар за трговину                         | Вилбур Рос                                 | 28. фебруар 2017 — 20. јануар 2021.                                                                     |
| Секретар за рад                              | Александар Акоста Јуџин Скалија            | 28. април 2017 — 19. јул 2019. 30. септембар 2019 — 20. јануар 2021.                                    |
| Секретар за здравство и социјалне службе     | Том Прајс Алекс Азар                       | 10. фебруар 2017 — 29. септембар 2017. 29. јануар 2018 — 20. јануар 2021.                               |
| Секретар за образовање                       | Бетси ДеВос                                | 7. фебруар 2017 — 8. јануар 2021.                                                                       |
| Секретар за изградњу и урбани развој         | Бен Карсон                                 | 2. март 2017 — 20. јануар 2021.                                                                         |
| Секретар за транспорт                        | Илејн Чао                                  | 31. јануар 2017 — 11. јануар 2021.                                                                      |
| Секретар за енергетику                       | Рик Пери Ден Бруилет                       | 2. март 2017 — 1. децембар 2019. 4. децембар 2019 — 20. јануар 2021.                                    |
| Секретар за борачка питања                   | Дејвид Шулкин Роберт Вилки                 | 14. фебруар 2017 — 28. март 2018. 30. јул 2018 — 20. јануар 2021.                                       |
| Секретар за националну безбедност            | Џон Ф. Кели Кирстен Нилсен Чед Вулф (в.д.) | 20. јануар 2017 — 31. јул 2017. 6. децембар 2017 — 10. април 2019. 13. новембар 2019 — 11. јануар 2021. |
| Шеф особља Беле куће                         | Рајнс Прибус Џон Ф. Кели Марк Медоуз       | 20. јануар 2017 — 31. јул 2017. 31. јул 2017 — 2. јануар 2019. 31. март 2020 — 20. јануар 2021.         |
| Управник агенције за заштиту животне средине | Скот Пруит Ендру Вилер                     | 17. фебруар 2017 — 9. јул 2018. 28. фебруар 2019 — 20. јануар 2021.                                     |
| Директор канцеларије за менаџмент и буџет    | Мик Мулвани Расел Вот                      | 16. фебруар 2017 — 31. март 2020. 22. јул 2020 — 20. јануар 2021.                                       |
| Амбасадор при Уједињеним нацијама            | Ники Хејли Кели Крафт                      | 25. јануар 2017 — 31. децембар 2018. 12. септембар 2019 — 20. јануар 2021.                              |
| Представник САД за трговинску политику       | Роберт Лајтхизер                           | 15. мај 2017 — 20. јануар 2021.                                                                         |
| Управник агенције за мала и средња предузећа | Линда МекМахон Ховита Каранза              | 14. фебруар 2017 — 12. април 2019. 14. јануар 2020 — 20. јануар 2021.                                   |
| Директор националне обавештајне службе       | Ден Коутс Џон Ратклиф                      | 16. март 2017 — 15. август 2019. 26. мај 2020 — 20. јануар 2021.                                        |
| Директор Централно обевештајне агенције      | Мајк Помпео Џина Хаспел                    | 23. јануар 2017 — 26. април 2018. 21. мај 2018 — 20. јануар 2021.                                       |

На место Државног секретара, једну од најважнијих позиција у администрацији, Трамп је именовао генералног директора нафтне компаније Ексон мобил, бизнисмена, Рекса Тилерсона.
Тилерсон је привукао пажњу јавности због пословних веза са Русијом и добрим односима са Владимиром Путином. Тилерсон је претходно био директор заједничке Руско-Америчке нафтне компаније.

### Остала именовања
На позицију саветника председника, Трамп је номиновао Стива Бенона, што је изазвало контроверзе у одређеним круговима, будући да је Бенон радио као уредник интернет сајта Брејтбарт Њуз, који неки карактеришу као крајње десничарски. Бенон је такође оптужен за Антисемитизам.
На позицију саветника за националну безбедност, Трамп је номиновао пензионисаног генерала Мајкла Т. Флина, док је за директора Централне обавештајне агенције номиновао сенатора из Канзаса, Мајка Помпеа.

### Инаугурација и ступање на дужност
Трамп је ступио на дужност као 45. Председник Сједињених Држава 20. јануара 2017. Његовој инаугурацији присуствовало је око милион људи.
У првим данима свог мандата, Трамп је потписао бројна извршна наређења, а између осталог и указ о повлачењу САД из споразума о Транспацифичком партнерству (ТПП) што је било једно од његових обећања током предизборне кампање. Трамп је предузео и прве кораке ка поништавању Обаминог закона о здравственој заштити.
Трампова администрација је 27. јануара 2017. донела уредбу којом се привремено забрањује улазак у САД држављанима седам већински муслиманских земаља, Ирана, Ирака, Либије, Сирије, Јемена, Судана и Сомалије.
Трамп је истакао да је циљ ове уредбе спречавање радикалних исламских терориста да уђу на територију САД, и заштита националне безбедности. Уредба је изазвала бројне протесте широм САД и неколико европских земаља. Неколико удружења за заштиту грађанских права поднело је тужбу против Трампа због уредбе о забрањивању уласка избеглица у САД.
Амерички Федерални суд блокирао је примену Трампове уредбе, а Апелациони суд је одбацио захтев америчког министарства правде да уредба поново ступи на снагу.
Осуђујући одлуку федералног судије, Трамп је рекао да таква пресуда угрожава безбедност земље и најавио да ће одлука бити поништена. Током своје прве самосталне конференције за штампу као председника, Трамп је рекао да његова администрација ради на новој извршној уредби, којом ће бити замењена претходна уредба, а у циљу заштите америчких грађана од тероризма.
Трампов сукоб са неколико водећих америчких медија наставио се и током његовог мандата. Амерички председник је у неколико наврата оптужио медије да шире лажне вести о његовој администрацији, као и да су веома непоштени и непрофесионални. У објави на свом Твитер профилу, Трамп је назвао Њујорк тајмс, Ен-Би-Си, Еј-Би-Си, Си-Би-Ес и Си-Ен-Ен непријатељима америчког народа.

### Протести
У току инаугурације и током првих дана мандата новоизабраног председника, одржане су насилне демонстрације у Вашингтону и неколико већих америчких градова. У Вашингтону, другим градовима у САД и појединим градовима у свету, одржани су протести за права жена и против Трампа.

### Унутрашња и друштвена политика
Трамп себе описује као „здраво-разумног” конзервативца. Овакав је по фискалним и верским питањима, те истополним браковима и питању абортуса. Неки политички аналитичари су Трампа окарактерисали као умереног конзервативца с обзиром на неуобичајен конзервативан приступ политици уз контрирање традиционално конзервативним кандидатима попут сенатора Теда Круза. Платформа његове политичке кампање ставља велики акценат на Амерички патриотизам и негодовање глобалистима. Такође, презире политичку коректност која је довела до регресије Америчког друштва протекле деценије, где изразито истиче неспособност Барака Обаме да именује исламски тероризам и политички коректан приступ решавању проблема ИСИС-а. Такође, предвиђену промену лика на новчаници од 20 долара истиче као безначајан и беспотребан акт чисте политичке коректности. Са друге стране, Трамп верује да су за високу стопу силовања, убистава и криминала са дрогом у Америци заслужни илегални имигранти, већином из Мексика. Из тог разлога сматра да је неопходно осигурати јужну границу САД у циљу регулације имиграната, као и депортовати све илегалне имигранте назад у отаџбину.

#### Економија
Трамп је најавио да ће ревидирати трговачке споразуме попут НАФТА и Транспацифичког трговинског споразума (ТПП), опорезивање америчких компанија које напусте САД, као и да ће укинути Обамин закон о здравственој заштити, познат као Obamacare.
Многи оцењују Трампове економске ставове као протекционистичке. Трамп је у више наврата изјавио да ће преиспитати трговачке споразуме попут НАФТА, а таком кампање је често напомињао да земље у развоју одузимају послове Американцима. Трамп је најавио да ће оживети индустријску производњу у САД и донети милионе нових послова. Његова политика умногоме се заснива на подршци средње класе, разочаране економском политиком САД током претходних деценија и измештања производње у земље попут Мексика.
Трамп је најавио и смањење пореза и прописа, а снажно подржава индустрију уљних шкриљаца.

### Кандидати за Врховни суд
Трамп је именовао 226 судија по члану III, укључујући 54 за жалбене судове и три за Врховни суд: Нила Горсача, Брета Каваноа и Ејми Кони Барет. Запажено је да су његови кандидати за Врховни суд политички померили суд удесно. У кампањи 2016. обећао је да ће Роу против Вејда бити поништен „аутоматски“ ако буде изабран и буде пружена могућност да именује две или три судије против абортуса. Касније је преузео заслуге када је Роу поништен у предмету Добс против Џексонове женске здравствене организације; сва три његова кандидата за Врховни суд гласала су са већином. Трамп је омаловажавао судове и судије са којима се није слагао, често у личном смислу, и доводио у питање уставни ауторитет правосуђа. Његови напади на судове изазвали су прекоре од посматрача, укључујући и садашње савезне судије, забринуте због ефекта његових изјава на независност правосуђа и поверење јавности у правосуђе.

### Спољна политика
Често критикован да нема артикулисану спољну политику, Трамп је најавио да ће САД сарађивати са свима који желе сарадњу. Током свог инаугурационог говора 20. јануара 2017, Трамп је најавио да ће приоритет спољне политике САД бити искорењивање радикалног исламизма и борба против Исламске државе. Многи су протумачили његов говор као најаву значајног заокрета у спољној политици, али и као промену спољнополитичке парадигме, будући да је Трамп најавио да ће следити политику која ставља развој Америке на прво место — America First Foreign Policy.

#### Односи са Русијом
У спољној политици, Трамп је најавио да ће САД сарађивати са свима, док је руски Председник Владимир Путин изјавио да се нада бољим односима са Сједињеним Државама.
Одбацујући наводе да му је Русија помогла да победи на председничким изборима, Трамп је навео да би било добро да САД сарађују са Русијом у борби са исламским тероризмом, али и решавању међународних конфликата.
У једном интервјуу је најавио могућност укидања санкција Русији у замену за споразум о смањењу нуклеарног наоружања са Руским председником Путином.

#### Односи са НР Кином
Трамп је заговорник редефинисања односа САД са Кином, али није изнео конкретне мере које би његова администрација могла да донесе у том правцу. У више наврата је изразио снажну подршку Израелу, противећи се политици Обамине администрације у Израелско-палестинском конфликту. Током изборне кампање, Трамп је назвао Ирански нуклеарни споразум који је постигла Обамина администрација као „једним од најгорих споразума у историји”. Међутим, многи оцењују да није вероватно да ће Трампова администрација раскинути споразум са Ираном.

#### Европа, ЕУ и НАТО
У свом првом интервјуу датом Европским медијима, Трамп је рекао да је немачка канцеларка, Ангела Меркел, „направила катастрофалну грешку” својом политиком према мигрантима.
Такође је навео да је Европска унија постала инструмент Немачке. Трамп је рекао да ће након изласка Велике Британије из ЕУ, и друге земље напустити унију. Између осталог, Трамп је критиковао НАТО, тј. државе чланице које не плаћају „примерену чланарину” и издвајају мање од 2% БДП-а на одбрану.

#### Израел
Трампова администрација признала је Јерусалим као главни град Израела, док је сам Трамп најавио да ће Сједињене Државе преместити амбасаду из Тел Авива у Јерусалим. Оваква одлука изазвала је оштре протесте муслиманских земаља, а дошло је и до сукоба током протеста Палестинаца на улицама Јерусалима.
Трампову одлуку да призна Јерусалим као главни град Израела критиковале су Русија, као и многе Европске земље, укључујући Француску и Немачку. Многи спољнополитички аналитичари оценили су да се овим потезом САД изоловале и искључиле из мировног процеса између Палестине и Израела.
Генерална скупштина УН на ванредној седници са 128 гласова „за” и девет „против” усвојила је резолуцију којом је америчко признање Јерусалима као главног града Израела прогласила ништавним. Резолуција је позвала америчког председника да повуче одлуку о Јерусалиму.
Пре усвајања резолуције, Трамп је запретио укидањем финансијске помоћи САД земљама које гласају за резолуцију УН којом се осуђује америчко признавање Јерусалима као главног града Израела.
Америчка амбасадорка при УН, Ники Хејли запретила је да ће САД „записивати имена” земаља које на седници Генералне скупштина УН буду гласале за резолуцију.

#### Иран
У мају 2018. Трамп је повукао САД из Заједничког свеобухватног плана акције, споразума из 2015. који је укинуо већину економских санкција Ирану у замену за ограничења иранског нуклеарног програма. У августу 2020. Трампова администрација је безуспешно покушала да искористи део нуклеарног споразума да би УН поново увела санкције Ирану. Аналитичари су утврдили да се Иран, након повлачења САД, приближио развоју нуклеарног оружја.
1. јануара 2020. Трамп је наредио амерички ваздушни напад у којем је убијен ирански генерал Касем Сулејмани, који је планирао скоро сваку значајну операцију коју Иран подржава и коју подржава Иран у претходне две деценије. Недељу дана касније, Иран је узвратио ударима балистичких ракета на две америчке ваздушне базе у Ираку. Десетине војника задобило је трауматске повреде мозга. Трамп је умањио важност њихових повреда и првобитно су им ускраћене медаље Пурпурног срца и бенефиције које су додељене њиховим примаоцима.

#### Блиски Исток
У говору на скупу у Синсинатију, у држави Охајо, Трамп је изјавио:
Уништићемо Исламску државу. У исто време, усвојићемо нову спољну политику која коначно учи на грешкама из прошлости. Прекинућемо да рушимо режиме и свргавамо владе... Наш циљ је стабилност, не хаос, зато што желимо да обновимо нашу земљу. Време је.

#### Северна Кореја
Од доласка Трампа на место председника, порасле су тензије између САД и Северне Кореје. На свом Твитер налогу, Трамп је запретио Северној Кореји и навео да ће се суочити са „ватром и бесом какве свет још није видео”.
У неколико наврата Трамп је навео да није искључено војно решење против Северне Кореје, а режим у Пјонгјангу одговорио је прогласивши Трампа „лудим”. Северна Кореја осудила је заједничке војне вежбе САД и Јужне Кореје и навела да се тиме регион доводи до ивице нуклеарног рата.
Тензије између две земље кулминирале су када је Северна Кореја објавила план ракетног напада на америчку војну базу на острву Гуам у Пацифику.
Трамп, први актуелни председник САД који се сусрео са севернокорејским лидером, састао се са Кимом три пута: у Сингапуру 2018, у Ханоју 2019. и у корејској демилитаризованој зони 2019. године. Међутим, споразум о денуклеаризацији није постигнут, а преговори у октобру 2019. су прекинути након једног дана. Иако није спроводила нуклеарне тестове од 2017. године, Северна Кореја је наставила да гради свој арсенал нуклеарних бомби и балистичких пројектила.

### Пандемија ковида 19
Администрација председника Доналда Трампа комуницирала је на различите начине током пандемије КОВИД-19 у Сједињеним Државама, укључујући путем друштвених медија, интервјуа и конференција за штампу са Радном групом Беле куће за коронавирус. Испитивање јавног мњења спроведено средином априла 2020. показало је да мање од половине Американаца верује здравственим информацијама које је дао Трамп и да су склонији да верују званичницима локалне владе, државним званичницима, Центрима за контролу и превенцију болести (CDC) и директору Националног института за алергије и инфективне болести Ентонију Фаучију.
Трамп је био јавно оптимистичан током већег дела пандемије; повремено се његова оптимистична порука разликовала од порука званичника за јавно здравље његове администрације. Од јануара до средине марта 2020. Трамп је умањио важност претње коју је КОВИД-19 представљао Сједињеним Државама, као и озбиљност епидемије. Трамп је, међутим, 31. јануара поставио ограничења на путовања из Кине. Од фебруара до маја, Трамп је непрестано тврдио да ће КОВИД-19 „нестати“. CDC је чекао до 25. фебруара да прво упозори америчку јавност да се припреми за локалну епидемију вируса. У марту 2020. администрација је почела да одржава дневне брифинге за штампу у Белој кући, где је Трамп био доминантан говорник.
Трамп је више пута давао лажне изјаве у вези са пандемијом. Примио је савете за размену порука од водитеља Fox News-а попут Шона Хенитија и Луа Добса, које је обојицу позивао на састанке у Овалној канцеларији. Трамп је преувеличавао утицај мера које су предузеле његова влада и приватни сектор, потценио је предвиђено време за производњу вакцине, препоручио неконтролисано преношење у потрази за имунитетом стада док се вакцина не развије, и промовисао неодобрене третмани као што су хидроксихлорокин и хлорокин. У таквим случајевима, научници, укључујући Ентонија Фаучија, Мајкла Остерхолма, и Тедроса Адханома Гебрејезуса (генерални директор Светске здравствене организације), јавно су се супротставили његовој поруци тачним информацијама. Трамп је такође често мењао своје ставове у својој комуникацији, што је довело до мешовитих или контрадикторних порука. Понекад је демантовао сопствене јавне изјаве.
Трамп је више пута окривио друге за озбиљност избијања. Најчешћа мета његових критика биле су Демократе, затим медији, гувернери савезних држава и Кина (где је вирус настао). Трамп је прешао од хвале Кине у јануару у погледу њихове транспарентности као одговора на кинеску епидемију, до критиковања Кине у марту због недостатка транспарентности, до критиковања Светске здравствене организације у априлу због похвале транспарентности Кине.
У октобру 2020. Трампу је дијагностикован КОВИД-19. Епидемија је погодила многе људе повезане са Белом кућом, укључујући његову супругу Меланију Трамп, бившу председничку саветницу Келијан Конвеј и председничку саветницу Хоуп Хикс.

### Први опозив (2019)

#### Суђење у Представничком дому
У августу 2019, узбуњивач је поднео жалбу генералном инспектору обавештајне заједнице на телефонски разговор од 25. јула између Трампа и председника Украјине Володимира Зеленског, током којег је Трамп извршио притисак на Зеленског да истражи Кроуд Страјк и демократског председничког кандидата Бајдена и његовог сина Хантера. Узбуњивач је рекао да је Бела кућа покушала да прикрије инцидент и да је позив био део шире кампање Трампове администрације и Трамповог адвоката Рудија Ђулијанија која је можда укључивала ускраћивање финансијске помоћи Украјини у јулу 2019. и отказивање Пенсово путовањ еу Украјину у мају 2019.
Председница Представничког дома Ненси Пелоси покренула је званичну истрагу о опозиву 24. септембра. Трамп је тада потврдио да је ускратио војну помоћ Украјини, нудећи контрадикторне разлоге за ту одлуку. Трампова администрација је 25. септембра објавила меморандум о телефонском разговору који је потврдио да је, након што је Зеленски поменуо куповину америчких противтенковских пројектила, Трамп од њега затражио да разговара о истрази Бајдена и његовог сина са Ђулијанијем и Баром. Сведочење више званичника администрације и бивших званичника потврдило је да је ово био део ширег напора да се унапреде Трампови лични интереси давањем предности на предстојећим председничким изборима. У октобру је Вилијам Б. Тејлор млађи, отправник послова за Украјину, сведочио пред конгресним комитетима да је убрзо по доласку у Украјину у јуну 2019. открио да је Зеленски био подвргнут притиску у режији Трампа и на челу са Ђулијанијем. Према Тејлору и другима, циљ је био да се Зеленски натера да се јавно обавеже да истражује компанију која је запослила Хантера Бајдена, као и гласине о украјинској умешаности у председничке изборе у САД 2016. године. Он је рекао да је јасно стављено до знања да док Зеленски не објави такву најаву, администрација неће издати заказану војну помоћ Украјини и неће позвати Зеленског у Белу кућу.
Одбор за правосуђе Представничког дома је 13. децембра гласао по партијској линији за усвајање два члана опозива: један за злоупотребу положаја и други за опструкцију Конгреса. Након дебате, Представнички дом је 18. децембра опозвао Трампа за оба члана.

#### Суђење у Сенату
Током суђења у јануару 2020. године, менаџери за опозив Представничког дома цитирали су доказе који подржавају оптужбе за злоупотребу положаја и опструкцију Конгреса и тврдили да су Трампови поступци били управо оно што су очеви оснивачи имали на уму када су креирали процес опозива.
Трампови адвокати нису негирали чињенице изнете у оптужбама, али су рекли да Трамп није прекршио ниједан закон или опструирао Конгрес. Они су тврдили да је опозив "уставно и правно неважећи" јер Трамп није оптужен за злочин и да злоупотреба положаја није кривично дело за које се може опозвати.
Сенат је 31. јануара гласао против одобравања судских позива за сведоке или документа. Суђење за опозив је било прво у историји САД без сведочења сведока.
Трампа је републиканска већина ослободила обе оптужбе. Сенатор Мит Ромни је био једини републиканац који је гласао за осуду Трампа по једној оптужби, злоупотреби положаја. После ослобађајуће пресуде, Трамп је отпустио сведоке опозива и друге политичке намештенике и каријерне званичнике које је сматрао недовољно лојалним.

### Председничка кампања 2020.
Прекинувши преседан, Трамп је поднео захтев да се кандидује за други мандат у Федералној изборној комисији у року од неколико сати од преузимања председничке функције. Одржао је свој први реизборни скуп мање од месец дана након што је преузео дужност и званично је постао републикански кандидат у августу 2020. године.
У његове прве две године на функцији, Трампов комитет за реизбор је известио да је прикупио 67,5 милиона долара и почео 2019. са 19,3 милиона долара у готовини. До јула 2020. Трампова кампања и Републиканска странка прикупили су 1,1 милијарду долара и потрошили 800 милиона долара, изгубивши предност у готовини у односу на Бајдена. Недостатак готовине приморао је кампању да смањи потрошњу на оглашавање.
Огласи за Трампову кампању фокусирали су се на криминал, тврдећи да ће градови пасти у безакоње ако Бајден добије председничку функцију. Трамп је више пута погрешно представљао Бајденове ставове и прешао на позивање на расизам.

### Председнички избори 2020.
Почевши од пролећа 2020. године, Трамп је почео да сеје сумње у вези са изборима, тврдећи без доказа да ће избори бити намештени и да би очекивана широка употреба гласања путем поште произвела масивну изборну превару. Када је у августу Представнички дом гласао за грант од 25 милијарди долара америчкој поштанској служби за очекивани пораст гласања путем поште, Трамп је блокирао финансирање, рекавши да жели да спречи било какво повећање гласања путем поште. Више пута је одбијао да каже да ли би прихватио резултате ако изгуби и обавезао се на мирну транзицију власти.
Бајден је победио на изборима 3. новембра, добивши 81,3 милиона гласова (51,3 одсто) према Трамповим 74,2 милиона (46,8 одсто) и 306 гласова изборног колегијума према Трамповим 232.

#### Tврдње о изборној превари и покушај да се спречи пренос власти
У 2 сата ујутро након избора, са још нејасним резултатима, Трамп је прогласио победу. Након што је Бајден неколико дана касније пројектован за победника, Трамп је изјавио да су „ови избори далеко од завршетка“ и неосновано наводну изборну превару. Трамп и његови савезници поднели су многе правне оспоравања резултата, које је одбацило најмање 86 судија у државним и савезним судовима, укључујући савезне судије које је именовао сам Трамп, не налазећи никакву чињеничну или правну основу. Трампове наводе одбацили су и државни изборни званичници. Након што је директор Агенције за сајбер безбедност и инфраструктурну безбедност Крис Кребс супротставио Трампове оптужбе за превару, Трамп га је отпустио 17. новембра. Врховни суд САД је 11. децембра одбио да саслуша случај главног тужиоца Тексаса који је тражио од суда да поништи изборне резултате у четири државе на којима је победио Бајден.
Трамп се повукао из јавних активности у недељама након избора. У почетку је блокирао владине званичнике да сарађују у Бајденовој председничкој транзицији. После три недеље, администратор Управе за опште службе прогласио је Бајдена „очигледним победником“ избора, дозвољавајући исплату транзиционих ресурса његовом тиму. Трамп још увек није формално признао, тврдећи да је препоручио ГСА да започне транзиционе протоколе.
Изборни колеџ је озваничио Бајденову победу 14. децембра. Од новембра до јануара, Трамп је више пута тражио помоћ да поништи резултате, лично притискајући републиканске локалне и државне носиоце функција, републиканске државне и савезне законодавце, Министарство правде, и потпредседника Пенса, подстичући различите акције као што је замена председничких електора или захтев да званичници Џорџије „пронађу“ гласове и објаве „прерачунати“ резултат. 10. фебруара 2021. године, тужиоци у Џорџији су отворили кривичну истрагу о Трамповим настојањима да подржи изборе у Џорџији.
Трамп није присуствовао Бајденовој инаугурацији.

#### Забринутост због могућег покушаја државног удара или војне акције
У децембру 2020, Newsweek је известио да је Пентагон у стању приправности, а високи официри су разговарали о томе шта да раде ако Трамп прогласи ванредно стање. Пентагон је одговорио цитатима лидера одбране да војска нема никакву улогу у исходу избора.
Када је Трамп преместио присталице на положаје моћи у Пентагону након избора у новембру 2020., председник Здруженог генералштаба Марк Мили и директорка ЦИА Гина Хаспел постали су забринути због претње од могућег покушаја државног удара или војне акције против Кине или Ирана. Милеј је инсистирао на томе да га треба консултовати о било каквим Трамповим војним наредбама, укључујући употребу нуклеарног оружја, и наложио је Хаспелу и директору НСА Пола Накасона да пажљиво прате развој догађаја.

#### Јуриш на Капитол 6. јануара 2021.
Дана 6. јануара 2021. године, док се конгресна потврда резултата председничких избора одвијала у америчком Капитолу, Трамп је одржао подневни митинг у Елипсу у Вашингтону. Позвао је да се поништи изборни резултат и позвао своје присталице да „поврате нашу земљу“ маршом на Капитол да се „боре као пакао“. Многе присталице су се придружиле гомили већ тамо. Руља је упала у зграду, пореметила сертификацију и изазвала евакуацију Конгреса. Током насиља, Трамп је објавио поруке на Твитеру не тражећи од изгредника да се разиђу. Трамп је у 18 часова твитовао да изгредници треба да „иде кући с љубављу и у миру“, назвавши их „великим патриотама“ и поновивши да су избори покрадени. Након што је руља уклоњена, Конгрес се поново састао и потврдио Бајденову победу у раним јутарњим сатима наредног јутра. Према подацима Министарства правде, више од 140 полицајаца је повређено, а пет особа је погинуло.
У марту 2023. Трамп је сарађивао са затвореним изгредницима на песми у корист затвореника, а у јуну је рекао да ће, ако буде изабран, помиловати многе од њих.

##### Други опозив (2021)
Дана 11. јануара 2021. у Представничком дому представљен је члан о опозиву који Трампа терети за подстицање побуне против владе САД. Представнички дом је 13. јануара гласао са 232 према 197 за опозив Трампа, чиме је постао први амерички председник који је два пута смењен. Десет републиканаца је гласало за опозив — највише чланова једне странке који су икада гласали за опозив председника своје партије.
Дана 13. фебруара, након петодневног суђења у Сенату, Трамп је ослобођен оптужби када је гласање у Сенату пало десет гласова мање од двотрећинске већине потребне за осуду; седам републиканаца придружило се сваком демократу у гласању за осуду, што је највећа подршка двостраначја у било ком суђењу за опозив председника или бившег председника у Сенату. Већина републиканаца је гласала за ослобађање Трампа, иако су га неки сматрали одговорним, али су сматрали да Сенат нема јурисдикцију над бившим председницима (Трамп је напустио функцију 20. јануара; Сенат је са 56-44 гласао да је суђење уставно).

## Међупредседништво (2021—25)

### Наставак оспоравања изборног резултата, и доминација међу републиканцима
На крају свог мандата, Трамп је отишао да живи у свом клубу Мар-а-Лаго. Као што је предвиђено Законом о бившим председницима, он је тамо основао канцеларију за обављање својих постпредседничких активности.
Трампове лажне тврдње у вези са изборима 2020. у штампи и његовим критичари обично су називали „великом лажи“. У мају 2021. Трамп и његове присталице покушали су да кооптирају термин, користећи га да се односе на саме изборе. Републиканска странка је искористила Трампов лажни изборни наратив да оправда наметање нових ограничења гласања у своју корист. У јулу 2022. Трамп је и даље вршио притисак на законодавце државе да пониште изборе 2020. године.
Трамп је наставио своје скупове у стилу кампање говором на годишњој конвенцији Републиканске странке Северне Каролине 6. јуна 2021. године. 26. јуна одржао је свој први јавни митинг од 6. јануара који је претходио нападу на Капитол.
За разлику од других бивших председника, Трамп је наставио да доминира својом странком; описан је као модеран партијски шеф. Наставио је са прикупљањем средстава, прикупивши више него двоструко више од саме Републиканске странке, наговестио је трећу кандидатуру и профитирао од прикупљања средстава који су многи републикански кандидати одржали у Мар-а-Лагу. Велики део његовог фокуса био је на томе како се проводе избори и на свргавању изборних званичника који су се опирали његовим покушајима да поништи резултате избора 2020. На средњорочким изборима 2022. подржао је преко 200 кандидата за различите функције, од којих је већина подржала његову лажну тврдњу да су председнички избори 2020. покрадени.

### Оснивање нове друштвене мрежеTruth Social
У фебруару 2021. Трамп је регистровао нову компанију, Trump Media and Technology Group (TMTG), за пружање „услуга друштвених мрежа“ америчким клијентима. У марту 2024. TMTG се спојио са компанијом за куповину посебне намене Digital World Acquisition и постао јавно предузеће.
У фебруару 2022. ТМТГ је покренуо Truth Social, платформу друштвених медија. Од марта 2023. године, федерални тужиоци су истраживали Трамп Медија, који је узео 8 милиона долара од ентитета повезаних са Русијом, због могућег прања новца.

### Истраге, кривичне пријаве, грађанске парнице
Трамп је предмет бројних истрага о његовим поступцима и пословним односима пре, током и после његовог председавања. У фебруару 2021, окружни тужилац округа Фултон, Џорџија, Фани Вилис, најавила је кривичну истрагу о Трамповим телефонским позивима државном секретару Џорџије Бреду Рафенспергеру. Канцеларија државног тужиоца државе Њујорк спроводи кривичне истраге о Трамповим пословним активностима у сарадњи са Окружним тужиоцем Менхетна. До маја 2021. специјална велика порота је разматрала оптужнице. У јулу 2021. њујоршки тужиоци оптужили су Трампову организацију за „15-годишњу 'шему за превару' владе“. У јануару 2023. године, финансијски директор организације, Ален Вајселберг, осуђен је на пет месеци затвора и пет година условно због пореске преваре након споразума о признању кривице.

#### Истраге ФБИ-а
Када је Трамп напустио Белу кућу у јануару 2021, понео је владина документа и материјал са собом у Мар-а-Лаго. До маја 2021. године, Национална управа за архиве и евиденцију (НАРА) схватила је да им важни документи нису предати и затражила је од његове канцеларије да их лоцира. У јануару 2022. преузели су 15 кутија записа Беле куће из Мар-а-Лага. НАРА је касније обавестила Министарство правде да су неки од преузетих докумената поверљиви материјал. Министарство правде је започело истрагу и послало Трампу позив за додатни материјал. Званичници Министарства правде посетили су Мар-а-Лаго и добили неке поверљиве документе од Трампових адвоката, од којих је један потписао изјаву у којој се потврђује да је сав материјал означен као поверљив враћен. Послат је додатни судски позив у којем се тражи снимак надзора из Мар-а-Лага, који је достављен.
8. августа 2022, агенти ФБИ-а су претражили Мар-а-Лаго да би пронашли владине документе и материјал који је Трамп понео са собом када је напустио функцију кршећи Закон о председничкој евиденцији, наводно укључујући и неке повезане са нуклеарним оружјем. Налог за претрес указује на истрагу о потенцијалном кршењу Закона о шпијунажи и опструкцији закона о правосуђу. Предмети узети у претрази укључивали су 11 скупова поверљивих докумената, од којих су четири означена као „строго поверљиво“, а један као „строго поверљиво/СЦИ“, највиши ниво тајности.
Дана 18. новембра 2022. године, амерички државни тужилац Мерик Гарланд именовао је савезног тужиоца Џека Смита да надгледа федералне кривичне истраге о томе да је Трамп задржао државну имовину у Мар-а-Лагу и да испита Трампову улогу у догађајима који су довели до напада на Капитол.

#### Кривично упућивање од стране Комитета Представничког дома од 6. јануара
Дана 19. децембра 2022. Комисија за одабир Представничког дома Сједињених Држава за напад 6. јануара препоручила је кривичну пријаву против Трампа због ометања званичног поступка, завере ради преваре Сједињених Држава и подстицања или помагања побуне.

#### Савезни и државни кривични предмети
Велика порота у Њујорку је 30. марта 2023. оптужила Трампа по 34 кривична дела за фалсификовање пословних записа. 4. априла се предао и ухапшен и изведен пред суд; изјаснио се да није крив и пуштен је на слободу. Суђење је почело 15. априла 2024. године.
Министарство правде је 8. јуна оптужило Трампа у савезном суду у Мајамију по 31 тачки оптужнице за „намерно задржавање информација о националној одбрани у складу са Законом о шпијунажи“, једну тачку за давање лажних изјава и, заједно са личним помоћником, за појединачне тачке завере ради ометања правосуђе, задржавање владиних докумената, коруптивно прикривање евиденције, прикривање документа у савезној истрази и планирање да прикрију своје напоре. Трамп се изјаснио да није крив. У јулу је замењујућа оптужница додала три тачке оптужнице. Почетак суђења заказан је за 20. мај 2024. године.
Дана 1. августа, савезна велика порота у Вашингтону оптужила је Трампа за његове напоре да поништи резултате избора 2020. Оптужен је за заверу да превари САД, опструише сертификацију гласања на Електорском колегијуму и лиши грађанског права да се њихови гласови преброје, и омета званичан поступак. Трамп се изјаснио да није крив.
Дана 14. августа, велика порота округа Фултон, Џорџија, оптужила је Трампа по 13 оптужби за – између осталих кривичних дела – рекетирање након што су званичници Трампове кампање приступили гласачким машинама са изборним званичницима. Трамп се 24. августа предао, ухапшен је и процесуиран у затвору округа Фултон и пуштен уз кауцију. Искористио је фотографију из затвора за прикупљање средстава. Он се 31. августа изјаснио да није крив. Дана 13. марта 2024. године, судија је одбацио три од 13 оптужби без одбацивања „отворених радњи повезаних са оптужбом“.

#### Грађанске тужбе против Трампа
У септембру 2022. године, државни тужилац Њујорка поднео је грађанску парницу против Трампа, његово троје најстарије деце и Трампове организације. Током истраге која је довела до тужбе, Трамп је кажњен са 110.000 долара због тога што није предао документацију коју је затражио државни тужилац. Трамп је свргнут у августу и позвао се на своје право на Пети амандман против самооптуживања више од 400 пута. Председавајући судија је у септембру 2023. пресудио да су Трамп, његови одрасли синови и Трампова организација у више наврата починили превару и наредио да се њихови њујоршки пословни сертификати пониште и да се њихови пословни субјекти пошаљу у стечај ради распуштања. У фебруару 2024, суд је прогласио Трампа одговорним, наложио му је да плати казну већу од 350 милиона долара плус камате, у укупном износу већем од 450 милиона долара, и забранио му да служи као службеник или директор било које њујоршке корпорације или правног лица три године. Трамп је рекао да ће се жалити на пресуду. Судија је такође наложио да компанију надгледа посматрач којег је суд именовао 2023. године и независни директор за усклађеност, а да ће свако „реструктурирање и потенцијално распуштање“ бити одлука посматрача.
У мају 2023. године, њујоршка порота у савезној тужби коју је покренула новинарка Е. Џин Карол прогласила је Трампа одговорним за сексуално злостављање и клевету и наложила му да јој исплати 5 милиона долара. Трамп је од окружног суда затражио ново суђење или смањење накнаде штете, тврдећи да га порота није прогласила одговорним за силовање. Такође је тужио Керола за клевету у посебној тужби. Судија за две тужбе пресудио је против Трампа у јулу и августу. Трамп се жалио на обе одлуке. Дана 26. јануара 2024. порота у случају клевете наложила је Трампу да Керолу исплати 83,3 милиона долара одштете. Трамп је у марту дао гаранцију од 91,6 милиона долара и уложио жалбу на пресуду.

### Председничка кампања 2024.
Трамп је 15. новембра 2022. објавио своју кандидатуру за председничке изборе у Сједињеним Државама 2024. и отворио рачун за прикупљање средстава. У марту 2023. кампања је почела да преусмерава 10 одсто донација Трамповом вођству PAC-а. Трампова кампања је платила 100 милиона долара за његове правне рачуне до марта 2024. године.
У децембру 2023. Врховни суд Колорада је пресудио да је Трампу забрањено обављање функције у тој држави због своје улоге у нападу на Капитол све док Врховни суд САД није преиначио одлуку путем Трампа против Андерсона у марту 2024. године.
Током кампање 2024. године, Трамп је имао све насилнију и ауторитарнију реторику и изјаве и употребљавао је оштрију антиимигрантску реторике него током предеседничког мандата и претходне кампање.

#### Покушаји атентата у Пенсилванији и на Флориди
Током митинга 13. јула у Батлеру, у Пенсилванији, на Трампа је извршен покушај атентата. Зачуло се неколико пуцњева, убрзо након чега је Трамп био уклоњен са бине. Видела му се крв на увету.
Петнаестог септембра 2024. дошло је до још једног покушаја атентата на Трампа. Док је играо голф на свом терену који се налази недалеко од његове куће, на Трампа је са даљине од 300 до 500 метара, из жбуња које окружује голф терене, један мушкарац уперио цев пушке. Агенти Тајне службе су га приметили, он се дао у бег и ухапшен је око 60 километара од места покушаја атентата.

#### Избори и председничка транзиција
Трамп је изабран за 47. председника Сједињених Држава у новембру 2024. године, победивши актуелну потпредседницу Камалу Харис. Асошиејтед прес и Би-Би-Си њуз описали су то као изванредан повратак за бившег председника. Са 78 година у време избора 2024, Трамп је најстарија особа која је изабрана за председника САД. Такође је предвиђено да постане први републиканац у две деценије који ће обезбедити гласове народа на председничким изборима у САД.. Трамп је добио честитке од политичара из целог света.

## Други председнички мандат (2025—)
Након победе на председничким изборима 2024, у складу са Двадесетим амандманом на Устав САД ступа на дужност 20. јануара 2025, када ће положити своју другу председничку заклетву. После Гровера Кливленда је други председник САД који своја два мандата не служи узастопно, већ раздвојено.

### Састав друге Трампове администрације
| Позиција                                     | Име кандидата        | Мандат |
| -------------------------------------------- | -------------------- | ------ |
| Председник                                   | Доналд Трамп         | 2025 — |
| Потпредседник                                | Џеј-Ди Венс          | 2025 — |
| Државни секретар                             | Марко Рубио          | 2025 — |
| Секретар за финансије                        | Скот Бесент          | 2025 — |
| Секретар одбране                             | Пит Хегсет           | 2025 — |
| Државни правобранилац                        | Пам Бонди            | 2025 — |
| Секретар за унутрашње послове                | Даг Бургум           | 2025 — |
| Секретар за пољопривреду                     | Брук Ролинс          | 2025 — |
| Секретар за трговину                         | Хауард Лутник        | 2025 — |
| Секретар за рад                              | Лори Чавез Деремер   | 2025 — |
| Секретар за здравство и социјалне службе     | Роберт Ф. Кенеди Мл. | 2025 — |
| Секретар за образовање                       | Линда Мекмахон       | 2025 — |
| Секретар за изградњу и урбани развој         | Скот Тарнер          | 2025 — |
| Секретар за транспорт                        | Шон Дафи             | 2025 — |
| Секретар за енергетику                       | Крис Рајт            | 2025 — |
| Секретар за борачка питања                   | Даг Колинс           | 2025 — |
| Секретар за националну безбедност            | Кристи Ноум          | 2025 — |
| Шеф особља Беле куће                         | Сузи Вајлс           | 2025 — |
| Управник агенције за заштиту животне средине | Ли Зелдин            | 2025 — |
| Директор канцеларије за менаџмент и буџет    | Расел Вот            | 2025 — |
| Амбасадор при Уједињеним нацијама            | Мајкл Волц           | 2025 — |
| Представник САД за трговинску политику       | Џејмисон Грир        | 2025 — |
| Управник агенције за мала и средња предузећа | Кели Лефлер          | 2025 — |
| Директор националне обавештајне службе       | Талси Габард         | 2025 — |
| Директор Централно обевештајне агенције      | Џон Ратклиф          | 2025 — |

### Првих сто дана
По ступању на дужност, Трамп је потписао низ извршних наредби које су повукле САД из Светске здравствене организације и Париског споразума, укинуо признавање родног идентитета, замрзнуо нове прописе, замрзнуо запошљавање невојних федералних радника, основао Одељење за владину ефикасност (DOGE), забранио савезно учешће у кривичним истрагама политичких противника, спречио федералну цензуру слободу говора, поништио предложено повлачење проглашења Кубе као државног спонзора терора, поништио санкције израелским насељеницима, издао масовно помиловање око 1.500 побуњеника 6. јануара, означио мексичке нарко картеле као стране терористичке организације, покушао да укине држављанство по рођењу за нову децу имиграната без докумената, преименовао Денали назад у „Маунт Мекинли“, а Мексички залив у „Амерички залив“, одложио је забрану ТикТок-а за 75 дана и прогласио ванредно стање на јужној граници што је изазвало распоређивање оружаних снага. Трамп је 21. јануара дао Росу Улбрихту потпуно и безусловно помиловање.

### Савезна бирократија
Трамп је брзо преуредио савезну бирократију од почетка свог мандата. Замрзавање запошљавања је спроведено у целој савезној влади, савезним запосленима је наређено да се врате на функцију, а створена је и класификација запослених по слободном распореду / каријера. Један број запослених је распоређен или отпуштен, са намером да их замени радницима који су више усклађени са Трамповом агендом. Трамп је наредио окончање пројеката различитости, једнакости и инклузије (DEI) у савезној влади и ставио запослене у канцеларијама за разноликост на административно одсуство. Он је опозвао извршну наредбу 11246, која је налагала афирмативну акцију на основу расе и пола и праксе недискриминације за савезне извођаче. Издао је привремено замрзавање до билиона долара годишње федералне потрошње до даље ревизије или одрицања, укључујући страну помоћ, грантове и зајмове. Социјално осигурање, Медикер и директна плаћања појединцима су изузети од замрзавања. Трамп је створио Одељење за владину ефикасност, које је имало задатак да смањи федералну потрошњу и модернизује владину информатичку технологију.

### Имиграција и безбедност граница
У својим првим данима на функцији, Трамп је донео далекосежне мере усмерене на илегалну имиграцију. Наложио је агентима граничне патроле да по кратком поступку депортују мигранте који илегално прелазе границу, онемогућио је апликацију Си-Би-Пи Уан која се користила за заказивање граничних прелаза, наставио Остани у Мексику, означио нарко-картеле као терористичке групе, распоредио трупе на јужну границу и обновио изградњу јужног граничног зида.
Трамп је спровео операцију масовне депортације са Имиграционом и царинском службом (ICE), што је проузроковало више од 1.000 дневних хапшења првих недељу дана његовог председничког мандата, а циљ је достигао 1.200 до 1.500 дневних хапшења. Трамп је првобитно фокусирао операције депортације у градовима уточишта и против појединаца на „циљаним листама“ криминалаца формираних пре Трампове администрације. Убрзано је и уклањање подносилаца захтева за азил који нису испунили услове. Трамп је такође суспендовао процесуирање избеглица на четири месеца и укинуо статус условног отпуста мигрантима који су ушли у САД на основу хуманитарног условног отпуста Си-Би-Пи Уан и КХНВ. Трамп је покушао да уклони држављанство по рођењу. 29. јануара 2025. године, Трамп је потписао закон Лејкен Рили Акт.

### Енергија и клима
Трамп је прогласио националну енергетску ванредну ситуацију, што је омогућило суспензију неких еколошких прописа и брже одобравање енергетских пројеката. Трамп је наредио федералним одељењима и агенцијама да истраже коришћење федералног земљишта или еминентног домена како би олакшали „идентификовање, закуп, лоцирање, производњу, транспорт, прераду и производњу“ домаћих извора енергије. Такође је наредио да преиспитају све прописе који представљају „неоправдани терет” за изворе енергије и методе за њихово „суспендовање, ревизију или укидање” у року од 30 дана. Трамп је наредио да се укине Бајденова забрана нових терминала за извоз течног природног гаса, док је замрзнуо издавање дозвола и лизинг за нове пројекте енергије ветра. Остали пројекти обновљиве енергије на јавном земљишту, укључујући соларну енергију, замрзнути су на 60 дана.
Трамп је покренуо ревизију „законитости и сталне примењивости“ налаза ЕПА о угрожености, који је основа већине савезних прописа о гасовима стаклене баште.

### Спољна политика
Трамп је 20. јануара 2025. повукао САД из Светске здравствене организације и Париског споразума. Он је то раније учинио током свог првог мандата, али је бивши председник Бајден поново ушао у споразум првог дана свог мандата.

#### Трговина
Трамп је 21. јануара 2025. запретио да ће 1. фебруара бити уведене царине од 25% на увоз из Канаде, Мексика и друге земље. Није јасно да ли ће оне бити спроведене и како би Канада и Мексико могли да реагују осветом или покушајем да убеде Трампа да не уведе тарифе.

#### Европа
Током своје предизборне кампање, Трамп је рекао да се европски савезници „третирају према нама заправо горе од наших такозваних непријатеља“. Додао је: "Ми их штитимо, а онда нас зезну у трговини. Нећемо више дозволити да се то деси". Он је обећао да ће наметнути тарифе трговинским партнерима, укључујући оне у Европи, за које економисти кажу да би могло да изазове трговинске ратове.
Трамп је рекао да неће бранити НАТО савезнике у Европи ако не испуне циљ алијансе да потроше 2% БДП-а на одбрану, и да ће уместо тога „охрабрити“ Русију да „ради шта год хоће“.

#### Русија и Украјина
Поводом руско-украјинског рата, Трамп је обећао да ће чак и пре него што буде инаугурисан, преговарати о окончању рата за један дан, зауставити „бескрајни проток америчког блага у Украјину“ и натерати Европљане да надокнаде САД трошкове обнове старих залиха. Међутим, истакнуто је да највећи део новца који се издваја за Украјину заправо иде америчким компанијама, фабрикама и радницима који праве оружје и војну опрему.
После своје победе, Трамп је позвао руског председника Владимира Путина да га упозори да не ескалира руску инвазију на Украјину, изражавајући интерес да се рат реши касније. Трамп се састао са украјинским председником Володимиром Зеленским током кампање и приликом реотварања катедрале Нотр Дам.
Пензионисани генерал-потпуковник Кит Келог и Фредерик Х. Флејц, који су обојица служили у Трамповом особљу Савета за националну безбедност, представили су Трампу детаљан мировни план за окончање руског рата у Украјини. План има за циљ да натера две стране на мировне преговоре и прекид ватре на основу тренутних линија фронта. Ако Украјина одбије да уђе у мировне преговоре, испорука оружја би била заустављена; ако би Русија одбила мировне преговоре, испоруке оружја Украјини би биле повећане.
Трамп и Зеленски су 28. фебруара 2025. одржали веома споран билатерални састанак који је преносила телевизија у Овалној соби. Састанак је изненада завршен без јасне резолуције и без очекиваног потписивања споразума у вези са украјинским ретким минералима. Трамп и Венс су више пута критиковали, износили оптужбе и дигли глас на Зеленског током телевизијског састанка. Инцидент је био први пут у историји САД да је актуелни председник на такав начин вербално напао шефа државе у посети пред камером.

#### Припајање Канаде, Гренланда и Панамског канала
Трамп је уочи своје друге инаугурације навео планове и идеје које би прошириле политички утицај и територију Сједињених Држава. Последња територија коју су Сједињене Државе стекле 1947. године са Маријанским, Каролинским и Маршалским острвима.
Трамп је рекао да ће увести царину од 25% на сву робу из Канаде у настојању да канадска влада заустави, по његовом мишљењу, кризу илегалних миграција и нарко-кризу на граници Канаде и Сједињених Држава. Канадски званичници су одговорили тако што су запретили Сједињеним Државама узвратним царинама, као и да су обуставили доток канадске енергије у северне Сједињене Државе. То је довело до тога да је Трамп исмевао канадског премијера Трудоа шаљивим понудама Канади да се придружи Унији, а Трамп је Трудоа назвао „гувернером Велике државе Канаде“.
У децембру 2024, Трамп је изнео даљи предлог да Сједињене Државе откупе Гренланд од Данске, описујући власништво и контролу над острвом као „апсолутну неопходност“ у сврхе националне безбедности. Ово се надовезује на претходну Трампову понуду да купи Гренланд током његовог првог мандата, што је данско царство одбило, због чега је отказао посету Данској у августу 2019. године. 7. јануара 2025. Трампов син Доналд Трамп млађи посетио је главни град Гренланда Нук заједно са Чарлијем Кирком да би поделио МАГА шешире. На конференцији за новинаре следећег дана, Трамп је одбио да искључи војну или економску наредбу да заузме Гренланд или Панамски канал. Међутим, он је искључио војну силу у преузимању Канаде. Дана 14. јануара, Нелк Бојс повезани са Трампом су такође посетили Нук, где су мештанима делили доларске новчанице. Дана 16. јануара, извршни директори великих данских компанија Ново Нордиск, Вестас и Карлсберг, између осталих, окупљени су на кризном састанку у Министарству државе да би разговарали о ситуацији. Следећег дана, бивши извршни директор Фрис Арне Петерсен у данском Министарству спољних послова описао је ситуацију као „историјски незапамћену“, док је Ноа Редингтон, специјални саветник бивше премијерке Хеле Торнинг-Шмит, упоредио тренутни међународни притисак на Данску са контроверзом о цртаним филмовима Јиландс-Постен Мухамеда из 2005. године. Политички коментатор Хенрик Квортруп изјавио је 17. јануара да би помињање Гренланда током Трамповог инаугурационог обраћања 20. јануара потврдило Трампову озбиљност, што би дефинитивно учинило ситуацију највећом међународном кризом за Данску од Другог светског рата.
Трамп је 2024. тражио да Панама врати контролу над Панамским каналом Сједињеним Државама због 'превисоких стопа' које се наплаћују за амерички пролаз. Ако би Сједињене Државе преузеле контролу над Панамским каналом, то би било први пут да су Сједињене Државе контролисале панамску територију од инвазије САД на Панаму.

#### Блиски исток
У јануару 2025. Трамп и његова нова администрација помогли су да се постигне прекид ватре између Израела и Хамаса заједно са Бајденовом администрацијом, који је усвојен дан пре Трампове инаугурације.

## Став и мишљење јавности о Трампу
Већина Трампових предлога одговара средњој класи САД, док их неки политички стручњаци сматрају контроверзним или неостваривим, попут предлога депортације 11 милиона илегалних имиграната, подизања зида на граници САД-Мексико (који би према Трампу, Мексико исплатио), агресивних техника испитивања осумњичених терориста, и привременој забрани Муслимана да приступе територији САД док се не разреши проблем исламског тероризма у свету. Такође, Трампа критикују по питању противљења политичкој коректности, и сматрају да је „раздвајач” народа и „силеџија”. Истичу вербалне нападе према новинарима, политичарима, и ривалским кандидатима. Медији и политичари широм Европе су с обзиром на те критике преувеличали ставове Трампа, те га многи карактеришу као расисту, шовинисту и сл. Преко 500.000 људи у Уједињеном Краљевству је потписало петицију да се Трампу забрани улаз у државу, те су је британски политичари размотрили и закључили да ипак не поступе на такав начин.
Међутим, Трампова контроверзна реторика је увелико прихваћена од стране интернета, те многе „интернетске познате личности” и новинари подржавају Доналда Трампа: новинари Мајло Јанопулос и Херит Армстронг, јутјубер Гавин Макинес, комичар и уметник Бен Герисон, и др. Они сматрају да је западом завладао регресивни либерализам и регресивна левица, чији резултат су између осталог сигурносне зоне (енгл. Safe-space) на универзитетима (зоне где је забрањено изношење мишљења које вам се не допада), оживљавање расизма кроз „пецање на расизам” (енгл. Race baiting) од стране медија, и милитаризација активиста „Црначки животи вреде” (енгл. Black Lives Matter) — те Трампа виде као директну опозицију оваквој идеологији и из тих разлога га подржавају. Доналд Трамп је такође захваљујући својој кампањи постао велики део интернет културе (енгл. Cyberculture), те добио надимак „Бог Император”, и јутјуб серију „Не Можеш Искрчити Трампа” (енгл. You Can't Stump The Trump). Захваљујући популаризацији преко интернета, људи широм света прате кампању Доналда Трампа и многи су уплетени у исту, па скрећу пажњу грађанима САД на анкете и релевантне покрете путем интернета.
Доналда Трампа подржавају десничари Европе, који се противе масовној миграцији која нарушава хомогену културу запада. Немачка популарна десничарска странка Алтернатива за Немачку је прихватила анти-муслимански став, Пољаци су покренули контра-петицију Британцима којом позивају Трампа у посету својој држави, а Белгијски политичар и оснивач Народне странке, Мајкл Модрикамен је јавно подржао Доналда Трампа за председника пар дана пре него је у Бриселу избио терористички напад.

## Трамп и Срби
Студент рачунарства из Србије, Игор Тот је марта 2016. године покренуо вебсајт „Нема Трампа — Нема Гласа!” (енгл. No Trump — No vote!) као контру републиканској политичкој елити која настоји да спречи номинацију Доналда Трампа. Ово је инспирисало хиљаде Американаца да шаљу разгледнице Републиканском одбору у Вашингтону са натписом „Нема Трампа — Нема Гласа!”.
Војислав Шешељ је 2016. позвао све Србе у САД да гласају за Доналда Трампа, након што је Недељник објавио вест да је Трамп осудио бомбардовање СР Југославије 1999. године. Испоставило се да је вест нетачна и редакција „Недељника” се извинила Трамповом штабу.
Тадашњи председник владе Србије Александар Вучић је 2016. подржао Трампову противкандидаткињу Хилари Клинтон, да би на изборима 2020. и 2024. подржао Трампа. Председник Републике Српске Милорад Додик је такође подржао Трампа на изборима 2024.

## Приватни живот
Три пута је ступао у брак, и једини је председник САД за кога то важи. Претходно је Роналд Реган био два пута ожењен. Са Иваном Зелничковом је био у браку од 1977. до 1990, и са њом је имао троје деце: Доналда Млађег, Иванку и Ерика.
Са другом супругом Марлом Мејплс се оженио 1993, а развео се од ње 1999. Током брака су добили ћерку Тифани Трамп.
У трећи брак је ступио 2005. са словеначком манекенком Меланијом Трамп, и из брака са њом има сина Барона.
Деца његовог старијег брата Фреда, Фред III и Мери Трамп га уопште не подржавају политички, и на изборима 2024. су јавно подржали противкандидаткињу свог стрица, Камалу Харис.
У америчком фудбалу навија за Њу Ингланд пејтриотсе.

## Књиге
- Trump: The Art of the Deal. ISBN 978-5-557-09901-1.
- Trump: The Art of Survival. ISBN 978-0-446-36209-2.
- Trump: The Art of the Comeback. ISBN 978-0-8129-2964-5.
- Trump: Surviving at the Top. ISBN 978-0-394-57597-1.
- Trump: How to Get Rich. ISBN 978-1-4000-6327-7.
- The Way to the Top: The Best Business Advice I Ever Received. ISBN 978-1-4000-5016-1.